# Ann Todd
Dorothy Anne (Ann) Todd, född 24 januari 1909 i Hartford, Cheshire, död 6 maj 1993 i London, var en brittisk skådespelare.
Ann Todd debuterade på den brittiska teaterscen 1928. Hon gjorde filmdebut 1931. I mitten på 1940-talet blev hon internationellt känd genom sin roll som den känslomässigt ömtåliga pianisten i den romantiska filmen Sjunde slöjan (1945). Totalt medverkade hon i ett 50-tal filmer.
I sitt tredje äktenskap (åren 1949–1957) var Todd gift med regissören David Lean och medverkade i flera av hans filmer.
På 1960-talet regisserade hon flera resedokumentärer.

## Filmografi (i urval)
- 1931 – The Ghost Train
- 1936 – Tider skola komma
- 1938 – Fången på Laurel House
- 1941 – Danny Boy
- 1945 – Gryning över London
- 1945 – Sjunde slöjan
- 1947 – En kvinnas hemlighet
- 1948 – Att älska är farligt
- 1948 – Kvinnan vid floden
- 1949 – Längtan
- 1950 – Madeleine
- 1952 – Svindlande rymder
- 1961 – Ett skri av fruktan
- 1979 – Den mänskliga faktorn